# 羽ノ浦総合国民体育館
羽ノ浦総合国民体育館（はのうらそうごうこくみんたいいくかん）は、徳島県阿南市羽ノ浦町宮倉にある体育館である。周辺には羽ノ浦健康スポーツランドがある。

## 沿革
- 1978年（昭和53年） - 開館[1]。
- 2015年（平成27年）11月15日 - 女優の綾瀬はるかと阿南市立羽ノ浦中学校新体操部9人のCM撮影のロケが行われた[2]。
- 2021年（令和03年） - 老朽化のため解体が決定。跡地には新体育館が建設される予定。

## 施設
- アリーナ
- 卓球室
- 会議室

## 交通
- JR牟岐線「羽ノ浦駅」より車で約5分。